# José Caparrós
José Caparrós, o Caparroz, fue un militar que se desempeñó en las guerras de independencia sudamericanas y destacó en operaciones de incursión. Tras militar en las filas patriotas entre 1810 y 1824, se pasó a las filas realistas.

## Biografía
Natural de Cuevas de Vera, en Almería, España, y afincado en la Banda Oriental, Caparrós inició su carrera militar como soldado durante las Invasiones inglesas combatiendo en la reconquista de Buenos Aires en 1806. Por su papel en la posterior defensa de Buenos Aires en julio de 1807 fue promovido a subteniente de la 4.º compañía del Regimiento de Infantería Ligera de Montevideo el 14 de agosto de ese año y afectado a la guarnición de esa plaza.
Cuando estalló la Revolución de Mayo se sumó al movimiento. El 6 de junio se hallaba en Mercedes como integrante de la compañía del capitán Montes. El 1 de julio recibía el nombramiento de teniente de Infantería Ligera y se sumaba al sitio de Montevideo.

### Isla de las Ratas

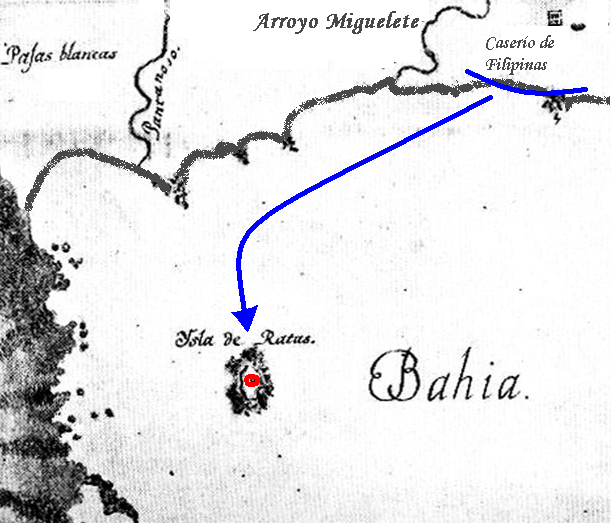
Asalto a la Isla de las Ratas.

A mediados de 1811 el bombardeo a los bastiones de Montevideo estaba a punto de concluir por falta de pólvora por lo que se pensó en atacar la batería enemiga en la isla de las Ratas, en la bahía de la ciudad, y capturar el depósito de pólvora que allí existiera. Rondeau y Soler acordaron llevar a cabo el proyecto y pusieron al mando de la infantería y del comando de la operación al capitán del Regimiento Dragones de la Patria Juan José Quesada quien conformó una fuerza de setenta voluntarios, incluyendo los bogadores procedentes de los diversos cuerpos que participaban del bloqueo.
Quesada nombró como su segundo al teniente de Dragones José Caparrós, mientras que el mando de los botes, provistos por pescadores del arroyo Miguelete, correspondía al teniente de Marina Pablo Zufriategui, quien tenía por segundo al piloto y ayudante interino de artillería Vicente Barbas.
El asalto se hizo efectivo el 15 de julio de 1811. Tras atracar, los incursores redujeron a la guardia, eliminaron al comandante de la plaza y rindieron a la guarnición. Tras cargar veinte quintales de pólvora (cerca de una tonelada), armamentos y correajes, se clavaron los diez cañones y partieron de regreso. A las cinco de la mañana arribaron a la costa, siendo recibidos en triunfo por el general Rondeau.

### Combate de Miguelete
El 23 de diciembre de 1811, a propuesta de Rondeau, fue nombrado teniente de la 5.º compañía del 1.º escuadrón del Regimiento de Dragones de la Patria bajo el mando del capitán Francisco Montes Larrea.
En las operaciones del segundo sitio de Montevideo, el 1 de noviembre de 1812 se halló en el combate de Miguelete. En el mismo el comandante Rafael Hortiguera, teniendo a sus órdenes a la 5.º compañía de Dragones al mando de Caparrós y a la 9.º al mando del capitán Antonio Suso (del tercer escuadrón), venció a una partida de 200 realistas, capturando 5 prisioneros y ocasionándoles 18 muertos y varios heridos.

### Martín García

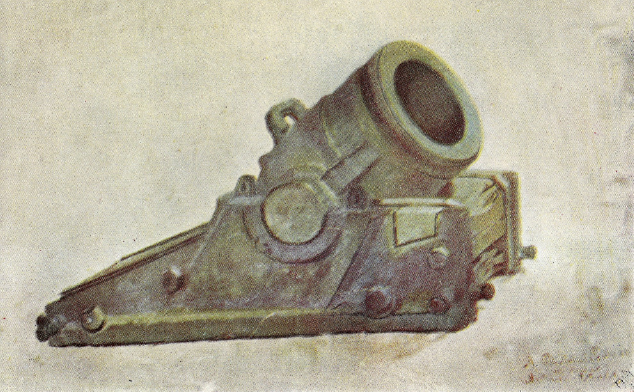
Mortero utilizado en el bombardeo de Montevideo.

A mediados de 1813, José Caparrós fue designado comandante militar del pueblo de las Víboras, al mando de un destacamento de 18 soldados de su compañía y de la 3.º.
Al enterarse del arribo de tres buques corsarios al servicio de la revolución, al mando de Guillermo Brown, al Puerto de las Vacas (hoy Carmelo), en su jurisdicción, Caparrós les propone atacar en conjunto la Isla Martín García, aún en manos realistas.
La isla, de poca superficie, durante el segundo sitio iniciado en 1812 era arsenal de la armada española con base en la bahía de Montevideo, y llave del acceso a los ríos Paraná y Uruguay.
La noche del 6 se hace a la vela con toda su partida y dos marineros de los corsarios (uno de ellos Leonardo Rosales) en un lanchón provisto por estos. Si bien el plan era que el ataque se efectuara con el apoyo de los tres navíos, los vientos dispersaron el pequeño convoy, por lo que el 7 a las 3 de la mañana Caparrós se encontró sólo frente a la isla. No obstante lo escaso de sus fuerzas decidió efectuar el ataque: 

"Viéndome con tan poca fuerza, quise retirarme por no exponer tan temeraria acción, el viento me lo impide, y me encuentro en la precisión de atacar; dispongo mi fuerza y ejecuto el desembarco.
Parte de Caparrós, en la Gazeta Ministerial del 7 de julio de 1813

El destacamento detuvo a dos paraguayos en el monte, quienes lo ayudaron a acercarse al pueblo y aproximarse a la guardia. Tras reducir e interrogar a dos centinelas obtuvo precisiones respecto de la fuerza enemiga y su posición: 70 hombres y tres piezas de artillería ligeras (de a 2).
Caparrós envió a su segundo, el sargento Bartolo Mondragón, a cargar con algunos hombres sobre la batería, mientras con los restantes abría fuego vivo de fusil para impedir el agrupamiento de las tropas enemigas. Con la sorpresa y sin poder determinar en la noche el número real de los atacantes, que estimaban en muchos por "las distintas voces aparentes que daba", la mayor parte de la guarnición huyó y se dispersó en el monte y bosque cercano, mientras los restantes se rendían.
Las fuerzas patriotas tuvieron un herido grave, el cabo Luis Gómez, mientras que los realistas tuvieron dos muertos.
Algunos de los realistas se refugiaron en los buques surtos en el puerto, desde donde al amanecer iniciaron fuego de cañón sobre la partida de Caparrós, hasta que esta consiguió montar los cañones capturados y responder el ataque, ante lo cual los navíos cortaron sus cables y huyeron.
Caparrós, considerando que con sus fuerzas no podía mantener la ocupación, capturó una balandra y embarcó a sus hombres, junto al cura de la isla y varios vecinos que pidieron partir con él, y las armas y municiones capturadas. Los vientos le impidieron regresar rumbo al este, por lo que se dirigió a Buenos Aires a donde arribó el 9 de julio con la buena nueva de la sorpresiva y exitosa incursión.
Tomó en total los 3 cañones mencionados, 30 carabinas, 17 pistolas, 19 sables, 44 cartuchos de cañón de a 8, 21 de a 4 y 20 de metralla, 32 granadas de mano, 1200 cartuchos y 100 balas de fusil y un cajón de pólvora.
Caparrós fue ascendido el mismo día siguiente, el 10, al grado de capitán. El sargento Mondragón fue ascendido al grado de alférez, mientras que los soldados recibieron dos sueldos mensuales como gratificación. El cabo Luis Gómez recibió una recomendación para sus superiores en la Banda Oriental para su ascenso a sargento.

### ElHiena
El jueves 20 de enero de 1814, a la madrugada, los patriotas pretendieron abordar sin éxito el queche Hiena, capturado por los realistas en la Sublevación de Carmen de Patagones en mayo de 1812 y anclado en la bahía de Montevideo. En tres lanchones la partida armada se introdujo sigilosamente al puerto al mando del capitán Eugenio Culta, el teniente de Dragones de la Patria José Caparrós y de Virnes, oficial de origen irlandés, hijo de un antiguo vecino de la ciudad. La partida se desvió o erró el blanco, capturando un bergantín propiedad de Francisco Trelles. Los patriotas se retiraron con el bergantín capturado perseguidos por buques realistas y bajo un nutrido fuego de cañón y fusilería desde los buques y las fortificaciones en tierra. No obstante el piloto huyó del bergantín dejándolo sin dirección por lo que fue recapturado y apresados 40 soldados.

### Granadero
Tras la caída de Montevideo, Caparros fue asignado el 11 de agosto de 1814 al cuerpo de Granaderos de Caballería con el grado de ayudante mayor.
El 24 de febrero de 1815 recibió el nombramiento de capitán efectivo de la 1.º compañía del Escuadrón de Guardias de Caballería del Superior Gobierno y fue condecorado con la medalla de plata otorgada a los vencedores de Montevideo.

### La Rioja
En 1816 Caparrós recibió del Director Supremo Antonio González Balcarce el encargo de reclutar y entrenar un cuerpo de caballería ligera que debía incorporarse como el tercer escuadrón de los Húsares de la Unión que se destinaría al Ejército de los Andes, para lo que partió a los efectos de la leva a las provincias de Córdoba y La Rioja.
Caparrós cuando ya tenía reunidos en La Rioja entre 500 y 800 hombres medianamente entrenados y organizados en el cuerpo que llamó Húsares de la Guardia se produjo una sublevación autonomista riojana:

Sea con su conveniencia, según se creyó, sea contando con su neutralidad, el hecho es que los autonomistas riojanos, que se habían declarado independientes de Córdoba y que soportaban con impaciencia la autoridad del teniente gobernador don Ramón de Brizuela y Doria, se reunieron tumultuosamente y lo depusieron por “intruso y tirano” (14 de abril), destituyendo a los miembros de la Municipalidad. Bajo los auspicios de un nuevo Cabildo, eligieron por gobernador a don Domingo Villafañe, cuidando del orden público una guardia de a tropa de Caparrós, el cual contestó en términos corteses al oficio en que se le comunicaba la elección.
Bartolomé Mitre, Historia de Belgrano.

Efectivamente, Caparrós apoyó la sublevación producida a instancias del coronel José Moldes, la deposición del teniente gobernador Ramón de Brizuela y Doria y el 14 de abril de 1816 el nombramiento a cargo de la provincia del sargento mayor Domingo Eugenio Villafañe y el general Francisco Ortiz de Ocampo, líderes de familias tradicionales, quienes habían sido desplazados por los Brizuela y Doria, y partidarios del gobernador de Córdoba, el coronel federal José Javier Díaz; eran partidarios del coronel José Moldes, quien pretendía ser designado Director Supremo por el Congreso de Tucumán con el apoyo del gobernador de Salta Martín Güemes.

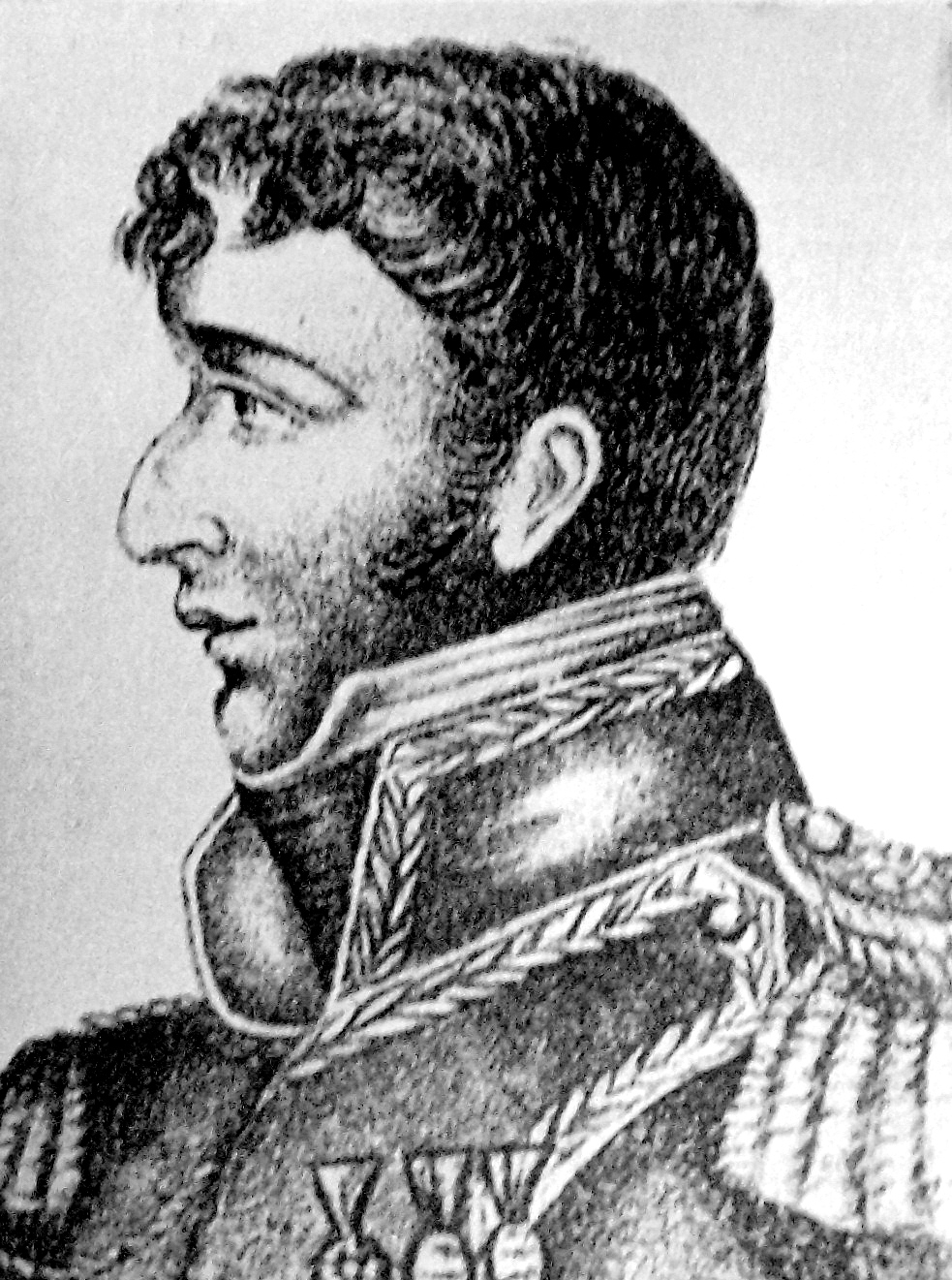
Balcarce.

No obstante, sea por la influencia de los Brizuela en el Congreso a través de su amigo el cura y diputado Pedro Ignacio de Castro Barros o a los efectos de frenar las aspiraciones de Moldes, el Congreso dispuso la intervención de La Rioja y mandó una partida militar al mando del mayor Alejandro Heredia, del Ejército del Norte, quien dominó la situación e intentó el desarme de las fuerzas de Caparrós. Este se sometió en principio a Heredia pero declarando que aunque no había tenido participación en el movimiento solo podía recibir órdenes directas del Director Supremo por lo que para evitar un conflicto se retiraba con su fuerza. Así se puso en marcha hacia Córdoba, agregándosele numerosos partidarios del fracasado movimiento, pero n el paraje denominado La Hedionda a 30 leguas de la ciudad de La Rioja, se sublevaron sus tropas por lo que en junio llegó a Córdoba con sólo un centenar de hombres

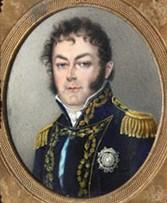
Juan Martín de Pueyrredón.

En Córdoba, el gobernador coronel José Javier Díaz aduciendo órdenes de Balcarce dispuso el desarme de Caparrós y sus hombres, viéndose obligado a seguir a Buenos Aires. El nuevo Director Supremo, Juan Martín de Pueyrredón escribía al Gral. José de San Martín el 1 de septiembre de 1816 desde Buenos Aires:

"Mi vuelta a Córdoba, aunque importantísima no ha tenido la aprobación de los “amigos”. La nueva insurrección de aquella ciudad hace necesaria una medida fuerte; y yo no sé cual tomar no siendo la de situarme en aquella ciudad. El infierno nos ha introducido la discordia y la licencia, pero yo he de poder más que el infierno sin medidas infernales. Caparrós está aquí recién llegado de Córdoba, de donde salió solo a resultas del nuevo movimiento de aquel pueblo, en que lo querían asesinar. Nada sé de la venida del Congreso a esta; pero celebraría mucho que cuando menos bajase a Córdoba. Allí se necesita una autoridad imponente, porque el Gobernador no es respetado."
Ministerio de Educación de la Nación. Instituto Nacional Sanmartiniano…Tomo IV. Buenos Aires. MCMLIV

.

### Ejército de los Andes

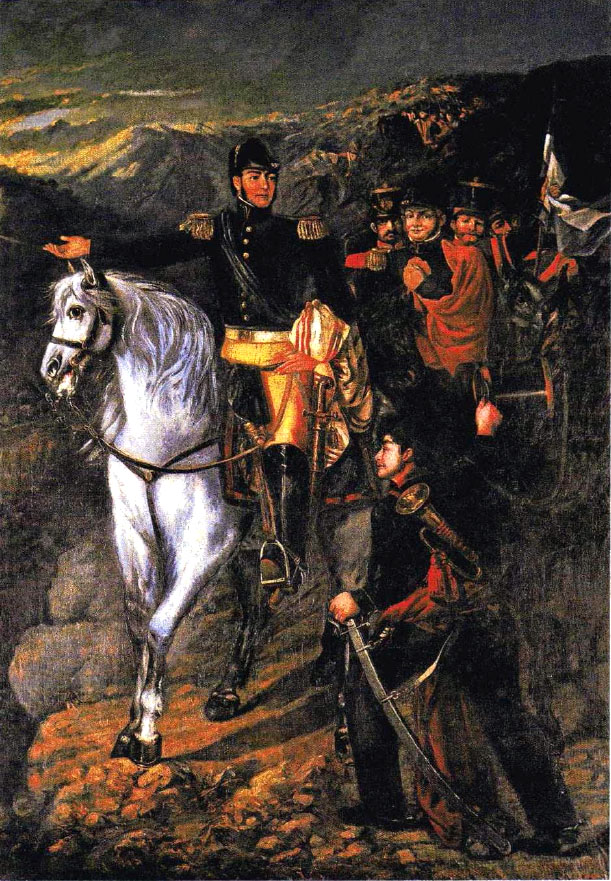
Cruce de Los Andes.

En 1818 Caparrós fue asignado al estado mayor del Ejército de los Andes, que al mando del general San Martín cruzó la Cordillera de los Andes y venció a los realistas en la Batalla de Chacabuco. El 5 de abril de 1818 San Martín derrotó nuevamente al ejército realista en la Batalla de Maipú y aseguró la Independencia de Chile.
El plan de San Martín preveía luego formar una escuadra y conducir al Ejército Libertador hacia el Virreinato del Perú para vencer a los realistas en el centro de su poder. 
No obstante, el proyecto implicaba recursos que las Provincias Unidas del Río de la Plata en guerra civil no podía proveer. Habiendo comprometido un aporte de 500.000 pesos que se solventaría con un empréstito, sólo pudo aportar 200.000, por lo que sólo pudo lograrse con el concurso del nuevo estado de Chile.

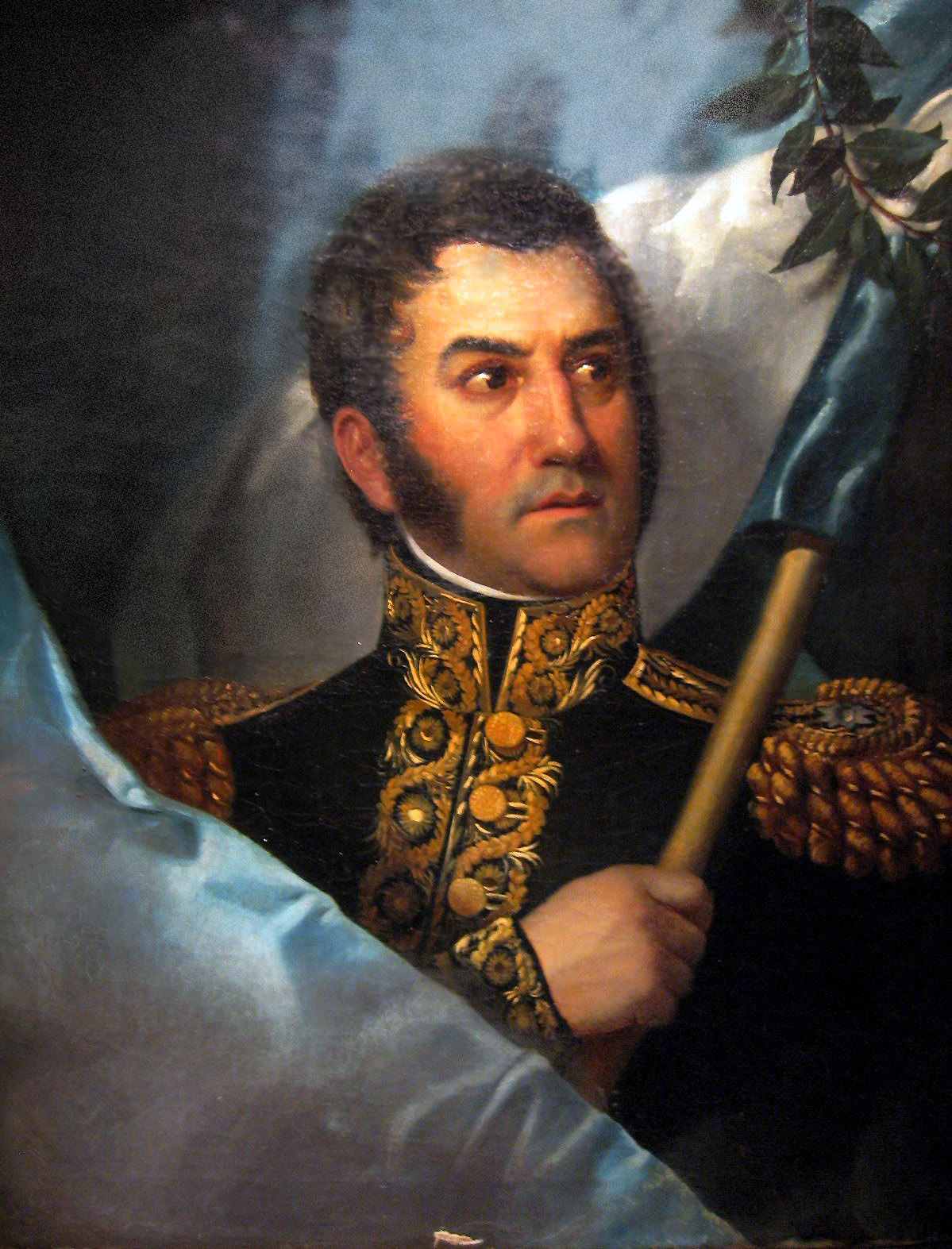
José de San Martín.

El 26 de noviembre de 1818 Caparrós fue encargado por San Martín de gestionar la entrega de adelantos a cuenta del empréstito citado, “a buena cuenta de los quinientos mil convenidos” según la nota de San Martín, en la cual califica a Caparrós de “pundonoroso oficial”. 
Con suerte diversa y riesgo personal consiguió cumplir con el encargo, regresando con letras por cien mil pesos:

"Exelentísimo Señor Capitán General Don José de San Martín. Cuando esperaba, Excelentísimo señor, poder llegar con alguna brevedad y poner en manos de VE las libranzas que se me habían entregado, me encuentro que todos los caminos estaban en poder de la montonera, y destituidos de tal recurso para poder transitar, y así es que cuanta tentativa que hice, todos me salieron en vano, y en la penúltima hube de caer en manos de ellos, pues me persiguieron más de cinco leguas: ya había perdido eternamente las esperanzas de poder pasar, y me afligía al ver que las cantidades que yo conducía podían hacer falta para los planes de V.E. En este estado busque baqueano que me condujese por la pampa, y facilitado me expuse a ser presa de los indios, por ser la vía que mas facilitaba el paso. En el termino de cinco días atravesé el desierto de Rojas a las tunas en donde apuraban ya las necesidades de la vida, pues carecíamos de todo; sin embargo, siempre tuve la esperanza de salir bien aunque con bastante demora, sintiendo no poder hacer mi viaje con la misma brevedad que a la ida, pues hay la notable diferencia de que en diez días y medio lo verifique y el regreso, nada más que hasta Mendoza, cuesta diez y ocho. Remito a V.E. por mano del Sr.Gobernador de esta provincia un pliego del Sr.Ministro de Hacienda con libranzas, otro del de la guerra y varias cartas particulares. Yo saldré de aquí dentro de pocos días con 25.700 pesos que traje para éstas en libranzas. Dios guarde a V. E. muchos años.
Mendoza, Febrero 3 de 1819. José Caparros. En Mitre, Bartolome, San Martin, tomo 5, página 494.

## Perú

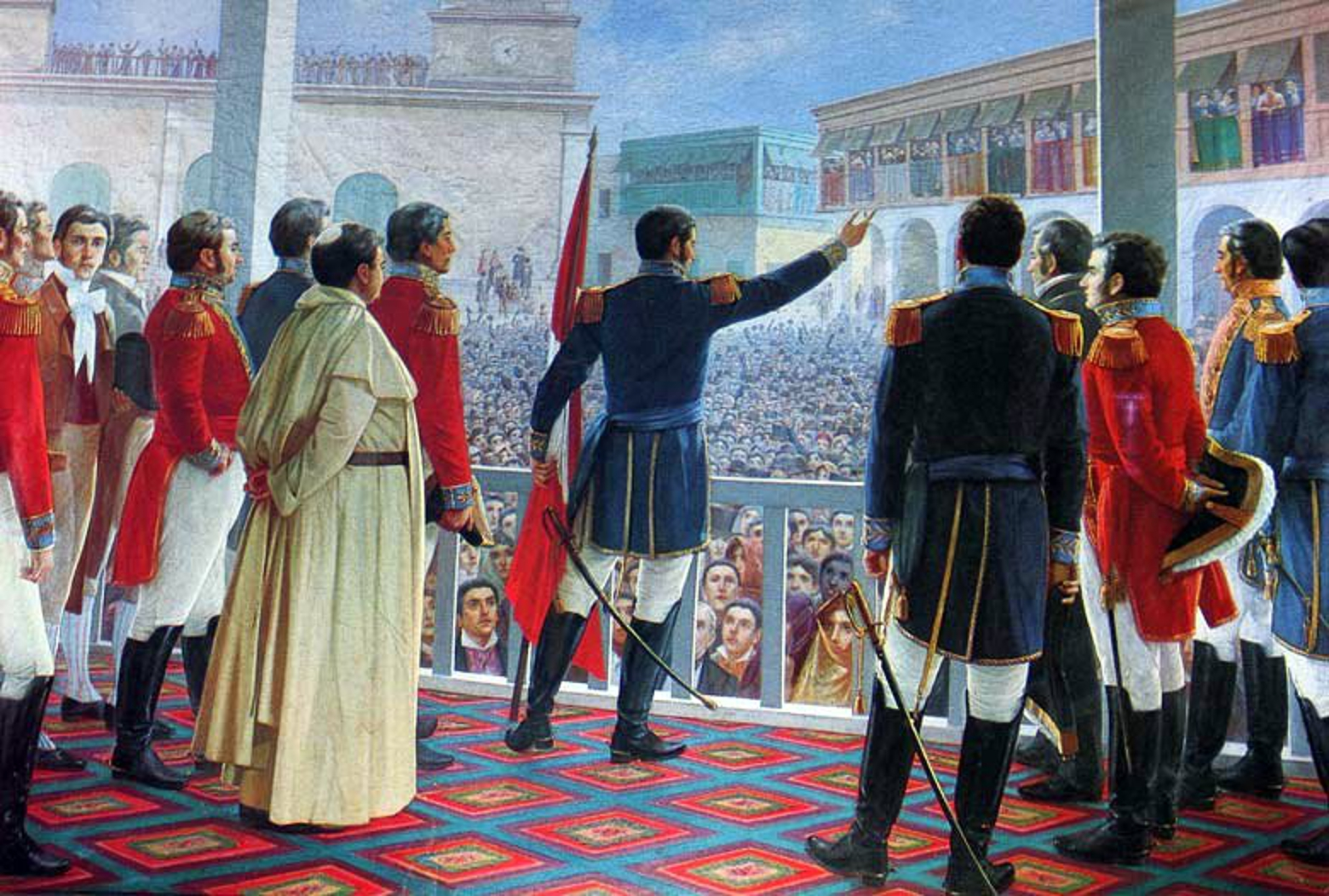
Proclamación de la Independencia del Perú por el general José de San Martín.

San Martín nombró a Caparrós como edecán y lo ascendió a sargento mayor graduado de caballería el 3 de diciembre de 1819.
El 20 de agosto de 1820 zarpó finalmente la expedición al mando del general San Martín y el 6 de septiembre la escuadra libertadora fondeó en la bahía de Paracas, tres leguas al sur de Pisco.
Los decanes de San Martín eran los coroneles Tomás Guido y Diego Paroissien y sus segundos José Caparrós y el teniente 2.º José Arenales.
El 12 de septiembre se estableció el Cuartel General en Pisco y el 15 se iniciaron conversaciones con los realistas a través del oficial del regimiento de húsares del Rey Cleto Escudero, siendo Caparrós el encargado de atender y vigilar al comisionado del Virrey Pezuela.
Tras el rechazó del armisticio propuesto en la Conferencia de Miraflores dio comienzo la campaña, cuyo primer combate tuvo lugar en Nazca el 15 de octubre donde la fuerza enviada a operar en el centro al mando de Álvarez de Arenales venció a las realistas al mando del coronel Quimper.
A fines de ese mes, San Martín trasladó su cuartel y el grueso de sus fuerzas al norte de Lima. Allí tras operar sobre el fuerte de El Callao, estableció su cuartel en Ancón, Supe y Huacho sucesivamente. El 3 de diciembre de 1820 consiguieron que el batallón español Numancia se pasara íntegro a los patriotas en Chancay, asegurando este partido.

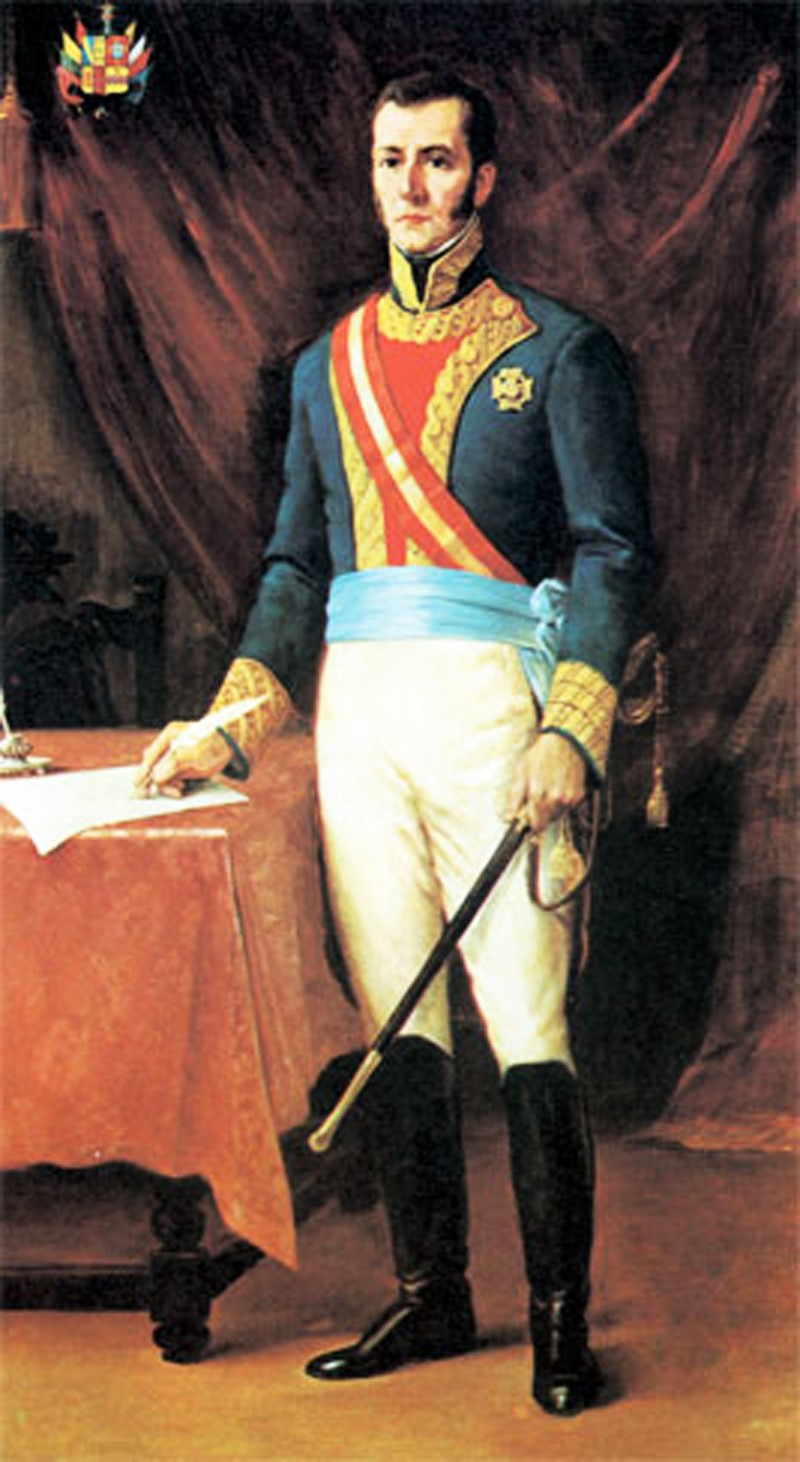
José de La Serna.

Caparrós operaba directamente con San Martín, en razón de que Guido había pasado a Guayaquil primero y luego junto a Paroissien estaban afectados a las negociaciones. 
El 29 de enero de 1821, en Aznapuquio, los oficiales realistas depusieron al virrey Joaquín de la Pezuela y pusieron en su lugar a José de La Serna como Presidente de la Junta de Pacificación. El 19 de febrero se efectuó una nueva conferencia en Torre-Blanca (Chancay), el 25 de marzo de 1821 se efectuaron conversaciones en el cuartel general de Huaura con el enviado real Manuel Abreu, a quien acompañó Caparrós para garantizar su seguridad, y el 4 de mayo otra conferencia en Punchauca.
La situación de la división del ejército libertador era difícil. En los primeros meses de 1821 se había desatado en las filas del ejército patriota una epidemia de paludismo ("fiebres tercianas") que para abril había llevado al hospital a las tres cuartas partes de los efectivos.

Provincia de Huaral en Lima.

El 2 de junio se efectuó una entrevista entre San Martín y José de La Serna donde aquel propuso la formación de una regencia presidida por La Serna y con un vocal nombrado por el virrey y otro por San Martín. Ambos ejércitos se unirían y se declararía la independencia del Perú, tras lo que San Martín viajaría a España para solicitar a la Corona el nombramiento de un príncipe español para convertirse en rey del Perú. El punto central, la independencia, no fue aceptado, por lo que no se llegó a un acuerdo. El 12 de julio San Martín entró en Lima, el 15 el cabildo se pronunció por la independencia, que fue proclamada el 28 de ese mes, y el 3 de agosto San Martín era nombrado Protector del Perú. Las fuerzas realistas consiguieron replegarse a las sierras.
San Martín nombró al ya teniente coronel Caparrós como mayor de Lima. A comienzos de septiembre de 1821 José de Canterac avanzó sobre Lima y Caparrós participó de las operaciones contra el jefe realista en San Borja y en la posterior persecución como segundo del coronel Guillermo Miller.
Al llegar a Macas el 23 de septiembre en persecución de Canterac, Miller tuvo noticias de que Caparrós se había retirado dos leguas más de lo que le había ordenado, por lo que el 28 al regresar a Lima, lo acusó de cobardía.

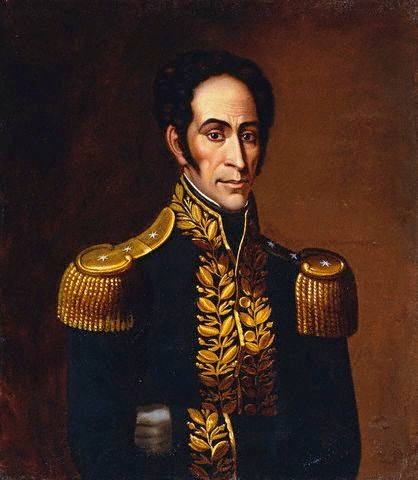
Simón Bolívar.

El teniente coronel Caparrós continuó hasta mediados de 1822 prestando servicios en Lima y fue luego destinado al Distrito de Chancay, en la provincia de Huaral, unos sesenta kilómetros al norte de Lima, donde comandaría las milicias voluntarias del territorio, los Voluntarios de Chancay, y en donde adquirió o arrendó una hacienda.
En 1822 Simón Bolívar envió a Antonio José de Sucre con un ejército para apoyar a la Provincia Libre de Guayaquil y controlar Quito. Con el auxilio de 1.600 efectivos enviados por San Martín, Sucre venció en la Batalla de Pichincha. 
El 26 de julio de 1822 se efectuó la "Entrevista de Guayaquil" entre ambos líderes con el objeto de decidir el destino de Guayaquil y de la campaña final. San Martín solicitó el apoyo de la Gran Colombia pero Bolívar comprometió sólo fuerzas que San Martín consideraba insuficientes, aun cuando este le ofreciera el mando, no dejándole más opciones que el enfrentamiento armado, el estancamiento de la guerra o el renunciamiento, lo que San Martín finalmente eligió.

### Contra Bolívar
En septiembre de 1822 ante el fin del protectorado de San Martín asumió el poder una Junta de Gobierno, mientras el Congreso Constituyente convocado por San Martín promulgaba la primera Constitución, de tendencia liberal. No obstante desaparecido San Martín, Bolívar sí aceptó el comando de las fuerzas. Ya en 1823, el Congreso del Perú designó Presidente al Prefecto de Lima, José de la Riva Agüero.
El 31 de marzo de 1823 el teniente coronel José Caparrós en condición de gobernador del distrito de Chancay remitió una nota al presidente de la república José de la Riva Agüero haciéndole saber que enviaba a Lima víveres, dinero y carbón como donativo de los habitantes del valle de Chancay.
El gobierno de Riva Agüero duró poco. El 16 de junio de 1823 José de Canterac invadió Lima y nombró jefe realista a José Ramón Rodil y Gayoso mientras Riva Agüero y el parlamento se refugiaban en la Fortaleza del Real Felipe del puerto de El Callao, lo que fue aprovechado por sus adversarios para derrocarlo y proclamar presidente a José Bernardo de Torre Tagle (marqués de Torre Tagle). El 25 de junio Sucre asumió la responsabilidad militar de Lima.
Riva Agüero y parte del Congreso se refugiaron en Trujillo, al norte de Lima, con lo que el Perú quedó dividido entre dos gobiernos enfrentados.
Finalmente ingresó al Perú el ejército de la Gran Colombia. Bolívar arribó por mar a Lima en septiembre de 1823 y fue nombrado "suprema autoridad" por el Congreso. A instancias de Tagle disolvió el gobierno de Riva Agüero, quien había iniciado también negociaciones con el Virrey. Tagle por órdenes de Bolívar inició negociaciones con los realistas, enviando a Jauja a su ministro de guerra Juan de Berindoaga para buscar un armisticio, pero en secreto se trató de la manera de contener a Bolívar.

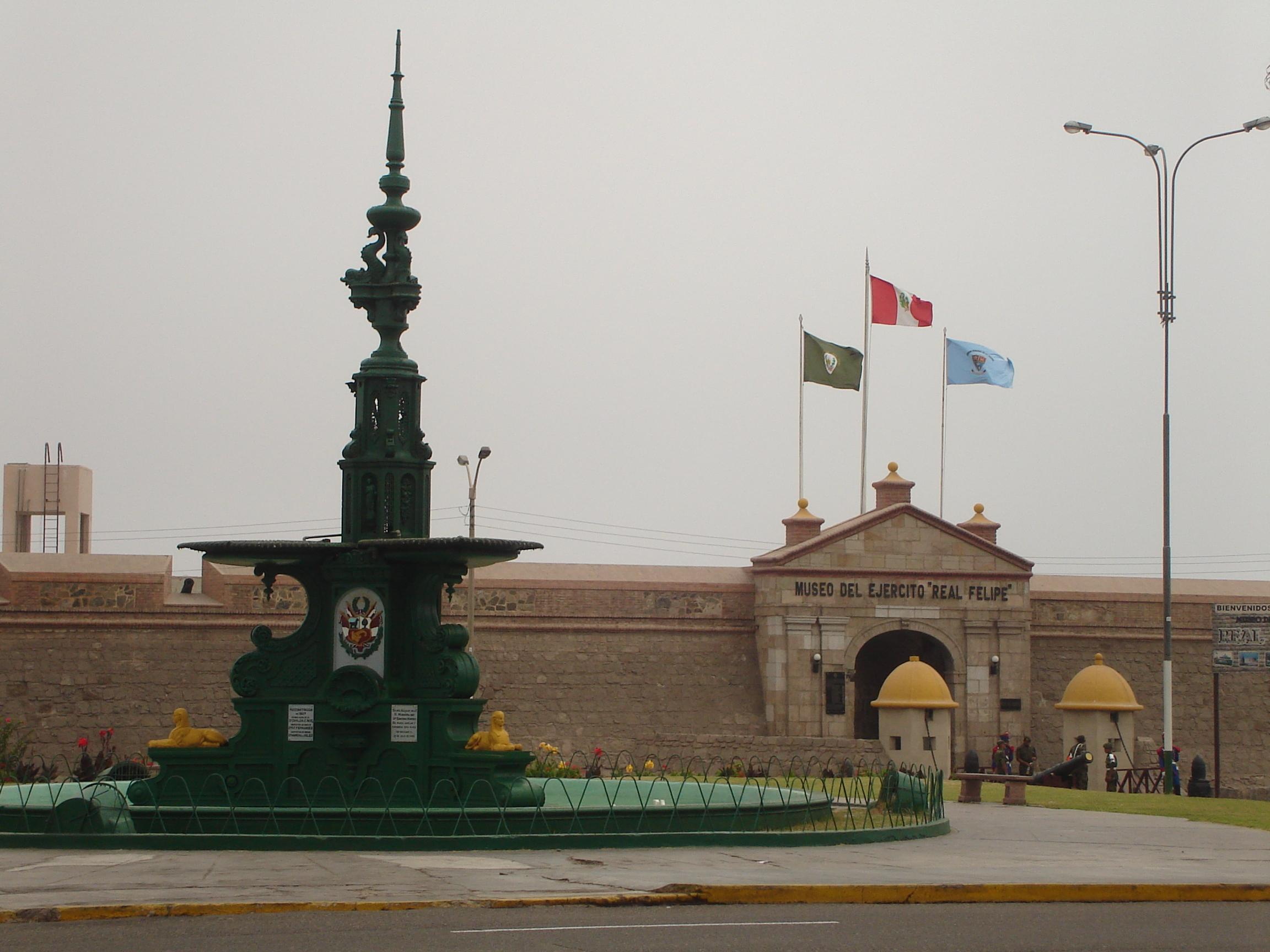
Castillo del Real Felipe, Callao.

El 5 de febrero se sublevó la guarnición del Callao. El movimiento, liderado por algunos suboficiales y hábilmente aprovechado por los realistas, se sustentaba fundamentalmente en la disconformidad de la tropa por la falta de pago, la miseria en que se encontraban y el trato general recibido desde que San Martín abandonara Perú: La época calamitosa para los auxiliares argentinos y chilenos empezó en septiembre de 1822 con la ausencia de nuestro general...se proponían hostilizarnos y quien sabe si disolvernos...toda clase de privaciones y miserias: desnudos así oficiales como soldados, por haberlo perdido todo en la campaña: sin auxilio de ningún género, porque desde que marchó el ejército a intermedios, no se pagó sueldo alguno: pereciendo de hambre.
La disconformidad de la tropa estalló cuando el día anterior a la sublevación se abonó la paga privilegiando a la oficialidad y se difundió la noticia de que las unidades serían trasladadas al norte del Perú para ponerse a disposición de Bolívar, contrariando se deseó de regresar a Chile y al Río de la Plata.
Ante la actitud ambigua de Tagle, el Congreso lo depuso el 10 de febrero, nombró dictador a Bolívar y se disolvió. 
El 27 de febrero Tagle junto a la mayor parte de su gobierno y numerosos diputados se pasaron a la causa monárquica.
Mientras el general realista Juan Antonio Monet avanzaba desde Jauja con su ejército y recuperaba Lima entre el 25 y el 26 de febrero, el general Mariano Necochea abandonó Lima para reunirse con Bolívar con 500 hombres de caballería, de los granaderos a caballo remanentes de la sublevación, un escuadrón de lanceros del Regimiento Peruano de la Guardia al mando del montevideano Casto José Navajas y varios piquetes de caballería de Húsares y otros cuerpos.
La fuerza siguió por Chancay, Huacho y Huaurá, alcanzando Supe a comienzos de marzo. El 16 de marzo se sublevó el coronel Navajas con sus lanceros y el comandante Juan Ezeta, unos cincuenta hombres, apresaron al coronel colombiano Carlos María Ortega, comandante general de la Costa, y regresaron a Lima para plegarse a los realistas, de acuerdo a las órdenes que tenía de Tagle.

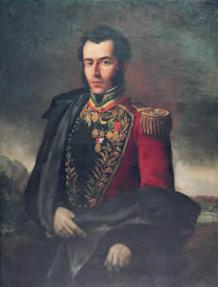
Antonio José de Sucre.

Sucre reorganizaba mientras tanto las guerrillas para contener a los realistas: las de Chancay, Supe, Carabaillo y Sayán eran confirmadas al mando de José Caparrós; las de Canta y Cajatambo al del coronel Román Deheza; las de Pativilca, Barranca y Huaura, al del coronel José Franco; las de Yauli y Jauja, al del coronel Ignacio Quispe Ninavilca; las de Huarochirí, al de Juan Francisco de Vidal; las de Yauyos, al del coronel Juan Antonio Gonzáles; la de Tarma, al del comandante Cipriano Peñaloza.
Sucre afirmaba que "Parece que el coronel Caparrós es el mejor oficial que puede encargarse de las guerrillas de la costa, pues aunque es español, está en las tropas de Buenos Aires desde mucho tiempo."
No obstante Caparrós fue pronto denunciado por mantener contactos con el enemigo: "Hay vehementes sospechas de que el coronel Caparrós y el comandante Martínez, de Chancay se comunican con los enemigos y son capaces de hacer una traición"
Bolívar ordenó al coronel José Miguel Velasco, jefe de las guerrillas en la Costa, remitir presos a Huaraz a los coroneles Reyes, Caparrós, Juan Franco y al mayor Estanislao Martínez, en ese momento Gobernador de Chancay, aduciendo que "todos son sospechosos amigos de Tagle y enemigos nuestros".

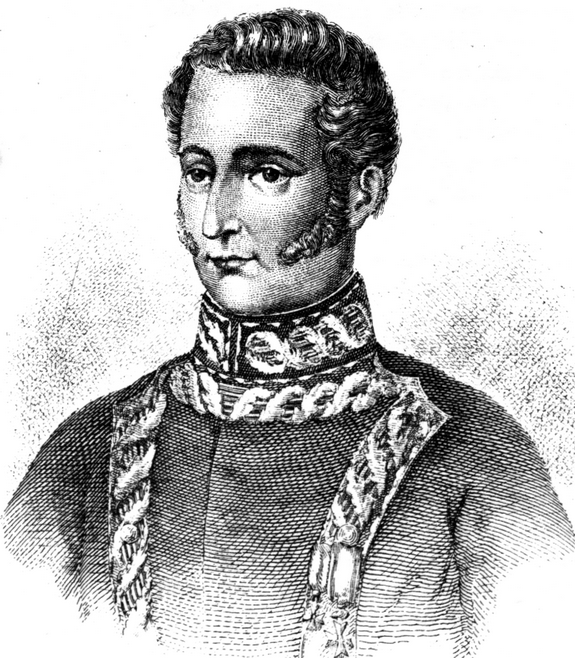
José Bernardo de Tagle.

La información era correcta. Torre Tagle escribía a José María Guzmán, de Lima, el 3 de marzo de 1824 anticipando los pronunciamientos: "No hay verdadero peruano que no esté decidido a esto antes que sufrir el ignominioso yugo de Bolívar. Ya se han pasado el escuadrón de la Guardia con su jefe Ezeta, el piquete de lanceros del ejército con su jefe Navajas, el coronel Caparrós, el Sargento Mayor Martínez..."
Efectivamente, en el mes de abril el coronel Caparrós con sus Voluntarios de Chancay, 120 hombres, se pasó al enemigo.
Un hacendado de Chancay, José Basurco, "tuvo la parte más activa en la traición de Caparrós, y el entusiasmo que han manifestado los de las milicias de Chancay, conocidos con el nombre de "Oberos" es debido a sus lecciones."
El general Gerónimo Espejo relata los sucesos y su percepción de las causas de esta manera:

"Se propagó de un modo tan asombroso el desaliento y la desmoralización en todas las clases desde el aciago mes de febrero de 1824, que en la opinión general se juzgaba inevitable que el Perú volviese á la dominación española y bajo de este supuesto, las causas eficientes las atribuían unos a los modales nada flexibles del Libertador Bolivar y al estilo descortés, antipático y hasta inmoral que desde él hasta el último de los colombianos usaban con todos; y los más reflexivos no veían sino las consecuencias latentes de las maniobras que empezaron a desarrollarse en julio de 1822, el día 25 en Lima y el 26 en Guayaquil. Había desaparecido completamente el patriotismo, la fé en la libertad, el entusiasmo de los primeros tiempos. Se recordaba con frecuencia y emociones ese estilo tan franco como simpático y  la sagaz popularidad del General San Martin en contraste con los hábitos opuestos de Bolívar y sus Jefes.
Desde que nos alejamos de Lima dejando atrás a los guerrilleros realistas seguimos nuestra marcha tranquilos por Chancay, Huacho y Huaurá sin ser molestados y a los cuatro ó cinco días llegamos al pueblo de Supe distante una legua o poco más de Pativilca, punto en que había establecido su cuartel general el Libertador Bolívar desde septiembre del año anterior. Por las marchas de noche recibiendo el sereno de la costa y una fuerte insolación que sufrí en la última jornada de la pampa de Supe caí enfermo de una violenta fiebre pútrida que me privó de mis sentidos por cuatro o cinco días; por supuesto que en este estado nada podía saber de cuanto pasaba, mas cuando me recobré un poco me dijeron que allí se había sublevado el comandante Navajas con el escuadrón de Lanceros que mandaba y que se había vuelto á Lima con varios oficiales de los que emigraban, uniéndosele sobre la marcha el comandante militar de Chancay don José Caparrós, español, siendo de advertir que Navajas ya se había pasado del rey a la Patria en 1821 y Caparrós, aunque había sido ayudante de campo del General San Martin había obtenido su licencia y absoluta separación del servicio y del Ejército"
Jerónimo Espejo, en Revista de Buenos Aires Historia Americana, Literatura, derecho y veriedades, Tomo VII, página 441.

Caparrós fue uno de los comprendidos en la capitulación de  Ayacucho. Después de su detención, pasó a México donde en 1828 revistó como coronel.
Una calle de Montevideo recuerda al teniente José Caparrós, héroe del audaz asalto a Martín García.